# Liste gebräuchlicher Betone
Beton kann nach Herstellungsverfahren, Einbauart und Eigenschaften unterschieden werden.
Aufgeführt sind auch Materialien, die lediglich dem Namen nach ein Beton sind, aber nicht unbedingt dem üblichen Verständnis entsprechen, nach dem:
- Beton ein Größtkorn mit mehr als 4 mm Durchmesser enthält,
- die Matrix überwiegend aus Zement oder zumindest einem anderen anorganischen und hydraulisch härtendem Bindemittel besteht und
- Beton in flüssiger Form zur Herstellung massiver bzw. großvolumiger Bauteile eingesetzt wird und selbsttätig erhärtet.

## Betonarten nach Herstellung und Transport

### Baustellenbeton

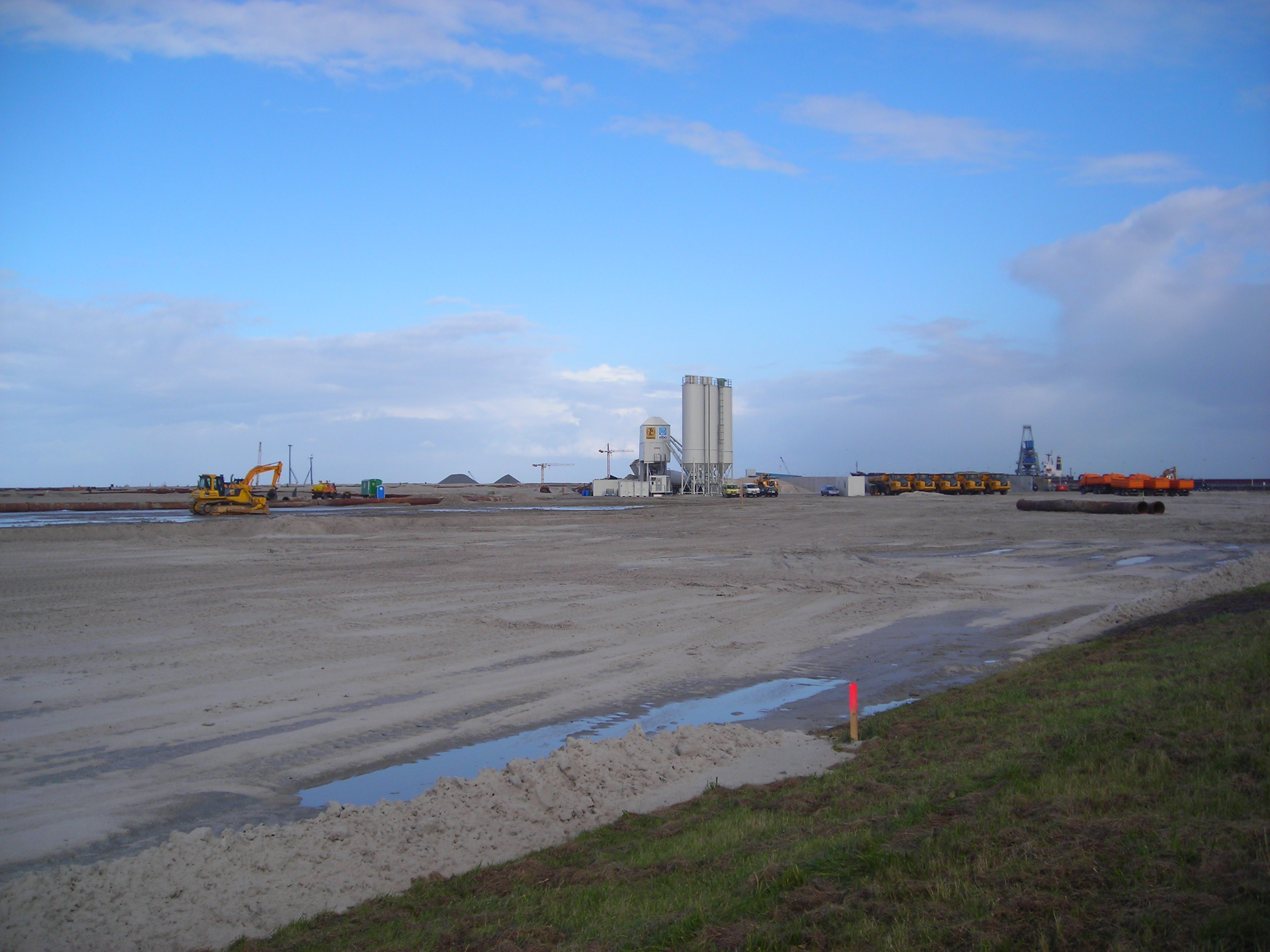
Temporäres Betonwerk auf der Baustelle des JadeWeserPorts zur Produktion von Baustellenbeton

Baustellenbeton wird im Gegensatz zu Transportbeton lokal auf der Baustelle hergestellt.
Dort, wo zentrale stationäre Betonmischanlagen in geringer Entfernung zur Verfügung stehen, wird Beton meist nur noch bei Baustellen mit sehr geringem oder sehr großem Betonbedarf vor Ort angemischt. Beim Bau von Infrastrukturprojekten wie Flughäfen, Straßen- und U-Bahn-Tunneln, Talsperren-Staumauern und Großbaustellen (z. B. ehemals am Potsdamer Platz in Berlin) werden Baustellenbetonwerke errichtet, die über größere Kapazitäten verfügen können als festinstallierte Anlagen.

### Transportbeton oder Fertigbeton

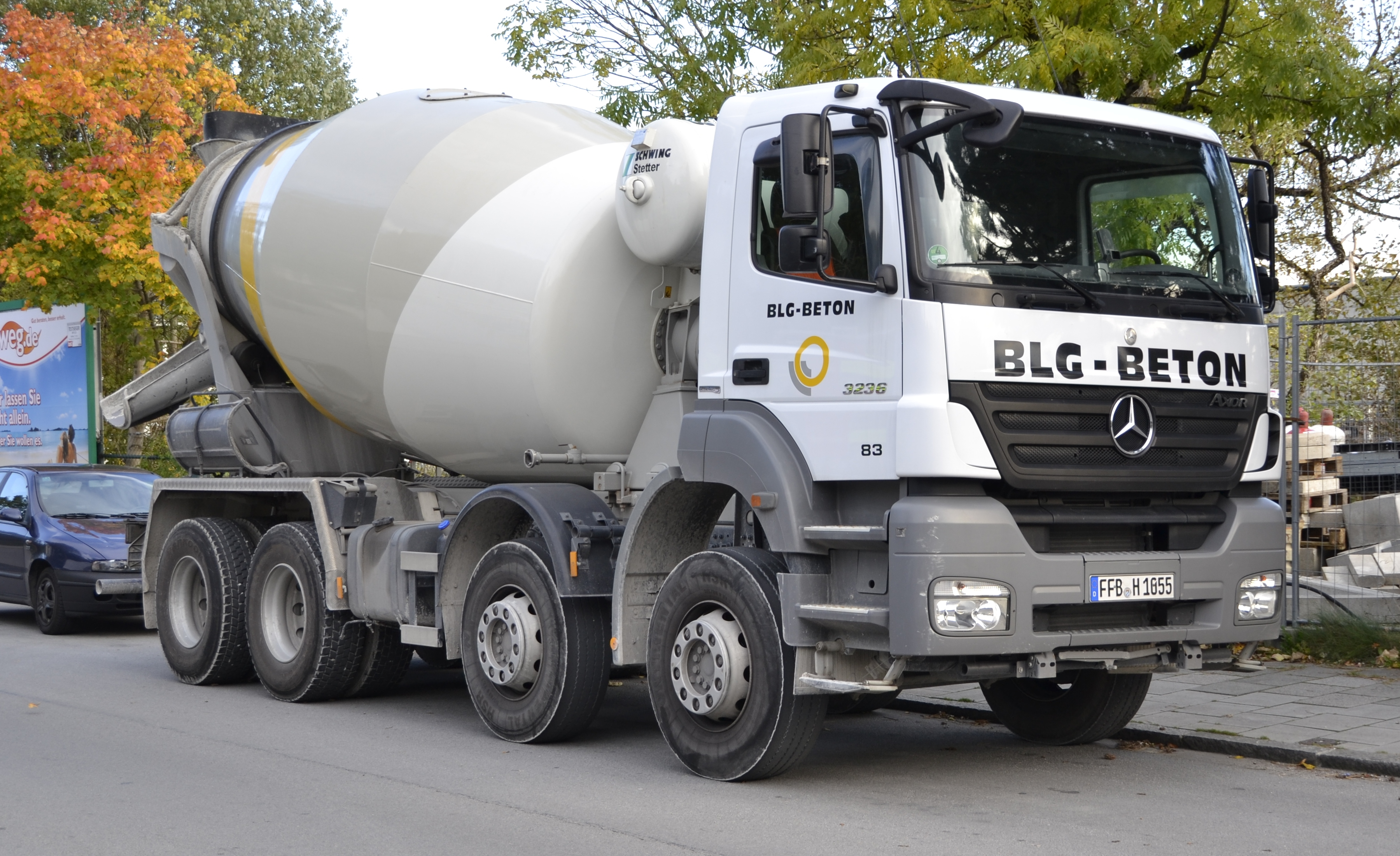
Fahrmischer zur Lieferung von Beton auf eine Baustelle

Transportbeton wird in stationären Betonmischanlagen hergestellt und mit Betonmischfahrzeugen zur Baustelle geliefert. Die Herstellung ist in der Europäischen Norm EN 206 festgelegt.

### Trockenbeton
Trockenbeton ist ein trockenes Gemisch aus Baustoffen, das hauptsächlich aus Gesteinskörnungen und Zement besteht. Es wird als Schüttgut geliefert und transportiert. Durch die Zugabe von Wasser kann es zu Beton verarbeitet werden.

## Betonarten nach Einbaubedingungen und -verfahren

### Aufbeton
Als Aufbeton wird Beton bezeichnet, der als zusätzliche Lage nachträglich auf bestehenden Beton aufgebracht wird.

### Ortbeton
Ortbeton wird in flüssigem Zustand auf der Baustelle verarbeitet. Meist wird er in eine Schalung gegossen und bindet dort ab. Im Gegensatz dazu werden Betonfertigteile im Werk hergestellt und können sofort eingebaut und belastet werden. Ortbeton wird entweder als Transportbeton auf die Baustelle geliefert oder dort als Baustellenbeton hergestellt.
Nach dem Einfüllen in die Schalungen muss der Beton verdichtet werden. Dabei werden eingeschlossene Luftblasen mit Rüttelmaschinen entfernt.

### Pumpbeton
Pumpbeton wird mit Hilfe einer Betonpumpe vom Fahrmischer an den Einbauort gefördert. Hierfür ist ein Beton mit pumpfähiger Konsistenz erforderlich. Je nach Pumpe darf das Größtkorn ein bestimmtes Maß nicht überschreiten.

### Schleuderbeton

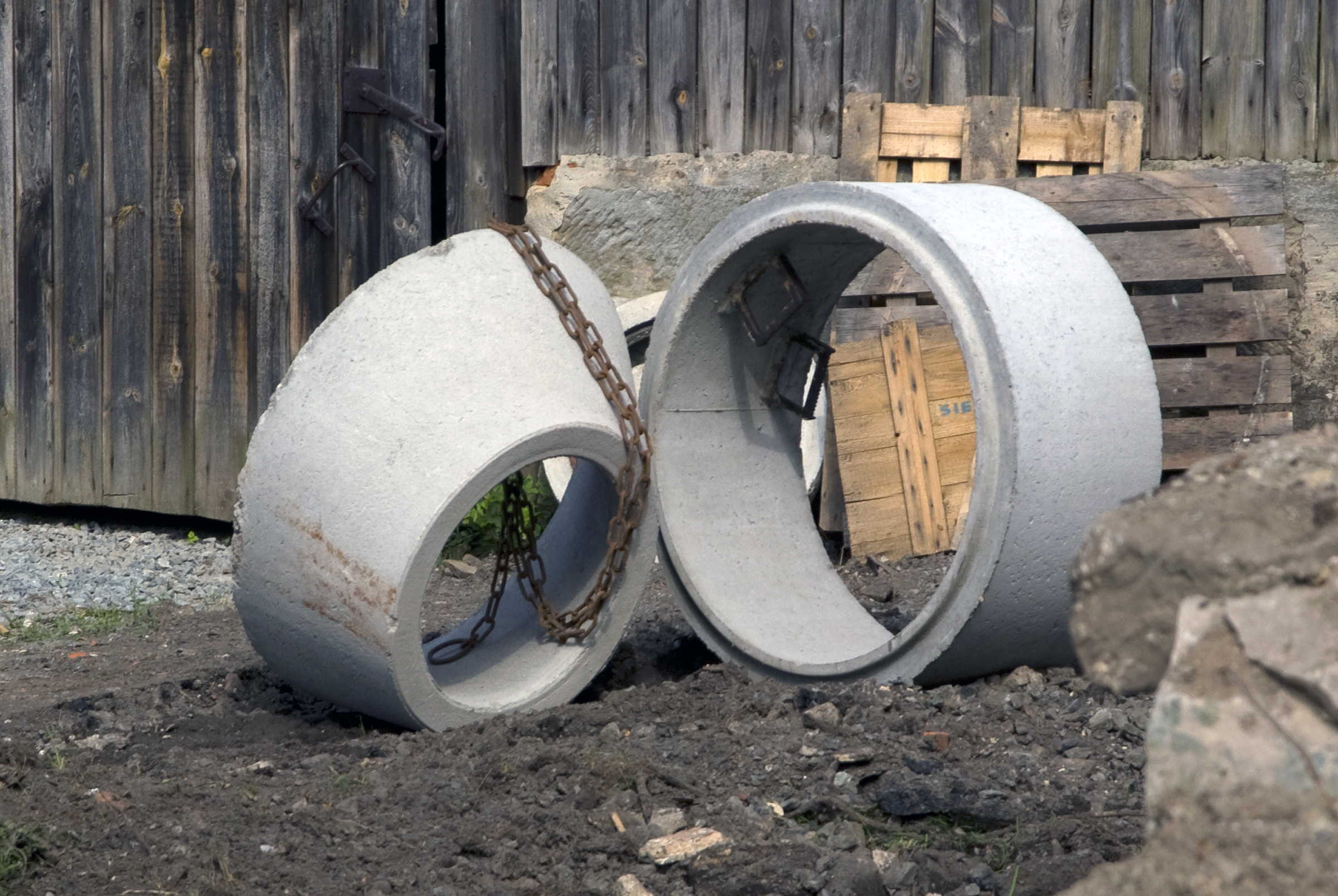
Schachtringe aus gerütteltem Beton, in die nach dem Ausschalen im Frühstadium des Aushärtens noch Löcher geschnitten, gebohrt oder auch Steigeisen einbetoniert werden können

Schleuderbeton wird in eine mehr oder weniger zylindrische Hohlform gefüllt, die in schnelle Rotation (z. B. 900/min) versetzt wird, um den Beton durch die Zentrifugalbeschleunigung (größer als 1g) zu verdichten. Dies ermöglicht die Verwendung einer Betonmischung mit niedrigem Wasserzementwert von etwa 0,25–0,30. Auf diese Weise werden insbesondere Pfähle und leicht konisch zulaufende Betonmasten gefertigt, sowie auch Eisenrohre mit korrosionsschützender Betonauskleidung für wässrige Medien versehen.
Die Deutschen Schleuderröhrenwerke Otto & Schlosser in Meißen erfanden das Verfahren und produzierten ab 1905 Schleuderhohlmasten.

### Spritzbeton
Spritzbeton wird mittels Druckluft durch Rohrleitungen oder Schläuche zur Spritzdüse gefördert und flächig aufgetragen. Die Aufprallenergie führt zugleich zur Verdichtung des Betons. Spritzbeton dient häufig zur Sicherung von Böschungen, Baugruben, freigelegten Fels- oder Lockergesteinsflächen, Tunnelwänden sowie zur Sanierung und Verstärkung von bestehenden Beton- und Stahlbetonkonstruktionen.

### Stampfbeton
Stampfbeton wird in steifer bzw. erdfeuchter Konsistenz angemischt, um durch manuelles oder maschinelles Stampfen verdichtet werden zu können.

### Walzbeton
Walzbeton oder HGT-Beton (hydraulisch gebundene Tragschicht) wird gewöhnlich in Lagen von etwa 18–20 cm Dicke erdfeucht eingebracht, gegebenenfalls mit dem Radlader vorverdichtet und mit Straßenfertigern oder einem lasergesteuerten Grader abgezogen. Die Nachverdichtung erfolgt mit Gummiradwalzen. Bei Verwendung grober Gesteinskörnung von 0–32 mm genügt ein niedriger Zementgehalt von beispielsweise 180 kg/m³. Walzbeton wird im Straßenbau und für Industrieböden eingesetzt.

### Unterwasserbeton
Unterwasserbeton wird mittels besonderer Betonierverfahren unter Wasser eingebaut. Damit er sich beim Einbringen nicht entmischt, wird er etwa durch Trichter geleitet (Kontraktorverfahren). Der Beton sollte einen Zementgehalt von mindestens 350 kg/m³ haben. Unterwasserbeton wird auch zur Herstellung von Schlitzwänden und Bodenplatten verwendet, wenn der Kontakt mit Grundwasser nicht zu vermeiden ist.

### Vakuumbeton
Um dem Frischbeton einen Teil des nicht zur Hydratation benötigten Wassers zu entziehen, kann dieser mittels Unterdruck behandelt werden. Hierzu wird die Betonoberfläche mit Filtermatten und einem Vakuumteppich abgedeckt und anschließend mit Hilfe einer Vakuumpumpe ein Unterdruck erzeugt. Der dadurch entstehende Vakuumbeton weist eine geringere Schwindrissbildung und eine gute Frostbeständigkeit auf. Gleichzeitig erhält der Beton eine besonders dichte sowie verschleißfeste Oberfläche. Die erhöhte anfängliche Festigkeit ermöglicht zudem die frühe Nutzung der Oberfläche.

## Betonarten nach Eigenschaften und Beschaffenheit

### Asphaltbeton
Bei Asphaltbeton wird anstelle von Zement Bitumen als Bindemittel eingesetzt.

### Blauer Beton
Während des Aushärtungsprozesses kann sich ein Beton mit höherem Anteil von hüttensandhaltigem Zement bläulich färben. Nach dem Trocknungsvorgang verblasst die Farbe, kann aber an Bruchstellen immer noch als bläulich auszumachen sein.
Feine Zementarten, im Besonderen der bläulich schimmernde „Portland-Zement“, werden auf Englisch als „blaine“ bezeichnet, welches dem deutschen Wort „blau“ ähnelt.
Da „Blauer Beton“ mit einem hohen Zementanteil hergestellt wird, weist er große Festigkeit auf. Dem steht allerdings eine erhöhte Sprödigkeit gegenüber.
Seine Anwendung fand er insbesondere vor und im Zweiten Weltkrieg für den Bau von Bunkern.

### Estrichbeton
Estrichbeton ist nicht normiert. Die Bezeichnung Estrichbeton oder -mörtel wird gewöhnlich für Betonmischungen mit einer Gesteinskörnung von bis zu 8 mm und erhöhtem Zementanteil verwendet, die sich zur Herstellung von Estrichen sowie feingliedrigen Betonbauteilen eignen. Estrichbeton wird auch in Säcken als vorgemischter Trockenmörtel angeboten.

### Faser- und Textilbeton
Siehe Hauptartikel: Faserbeton, Stahlfaserbeton, Textilbeton und Carbonbeton.
Die Bewehrung des Betons durch Fasern oder eingelegtes Gewebe erhöht die Zugfestigkeit ebenso wie das Bruch- und Rissverhalten.
Die Fasern verringern die Kerbwirkung und somit Länge und Breite auftretender Risse.
Kurze Fasern verteilen sich gleichmäßig im Beton, während lange Fasern, Gewebe bzw. Matten auch entsprechend der Zugbeanspruchung eingelegt werden können.
Man spricht dann von textilbewehrtem Beton oder Textilbeton.
Verwendet werden:
- alkalibeständige Glasfasern (AR-Glasfaser)
- Stahlfasern, aus Baustahl oder nichtrostendem Stahl, angeraut oder an den Enden aufgebogen
- Kunststofffasern, überwiegend Polypropylen- und Aramidfasern
- Kohlenstofffasern, sie haben die höchste Zugfestigkeit und den höchsten E-Modul

### Glasschaum-Beton
Glasschaum-Beton ist ein Leichtbeton, bei dem ein Teil der gewöhnlich verwendeten Gesteinskörnung durch Glasschaum ersetzt wird, um den Wärmedurchgang zu verringern. Die Druckfestigkeit liegt bei 8 bis 47 MPa bei einem Raumgewicht von ungefähr 800 bis 1600 kg/m³ und einem Wärmedurchgangskoeffizienten zwischen 0,12 und 0,38 W/(m²K).

### Glasstahlbeton
Glasstahlbeton bezeichnet die formschlüssige Verbindung von Glaselementen mit bewehrtem Beton. Zur Herstellung von lichtdurchlässigen Tragstrukturen werden Betonglas und Bewehrung in die Schalung eingelegt und mit Beton vergossen. Im Gegensatz zu anderen Glaskonstruktionen wird hier das Glas planmäßig durch Druckspannung belastet.

### Hochfester und ultrahochfester Beton (UHFB)
Hochfeste Betone enthalten Zement mit hoher Druckfestigkeit, Hochleistungsverflüssiger und sehr feine Zusatzstoffe (Silika-Stäube, Flugaschen).
Ultrahochfestem Beton (UHFB) bzw. Ultra High Performance Concrete (UHPC) wird teilweise auch als Reaktionspulverbeton bzw. Béton de Poudres Réactives (BPR) oder Reactive Powder Concrete (RPC) bezeichnet. Durch die Verwendung von reaktiven Bestandteilen mit begrenztem Größtkorndurchmesser erreicht er Druckfestigkeiten bis über 200 MPa und – mit Fasern versetzt – Zugfestigkeiten von 15 MPa und Biegezugfestigkeiten bis zu 45 MPa. In Deutschland wurden mehrere Brücken im Umkreis von Kassel mit UHFB gebaut.

### Konkretbeton
Konkretbeton ist die historische Bezeichnung für einen Beton mit einem Zusatz von Splitt, Schutt oder anderem Recyclingmaterial. Er ist deshalb wasserdurchlässiger (poröser) und von wechselnder Qualität. Die englische Bezeichnung für Beton „concrete“ findet sich in dem Wort wieder.

### Leichtbeton, Infraleichtbeton, Ultraleichtbeton
Leichtbeton hat eine Trockenrohdichte von 800 kg/m³ bis 2000 kg/m³.
Unterhalb einer Trockenrohdichte von 800 kg/m³ spricht man von Infraleichtbeton oder Ultraleichtbeton. Eine untere Gewichtsgrenze liegt derzeit bei etwa 350 kg/m³. Die geringe Dichte ergibt sich durch leichte Betonzuschlagstoffe und die Gefügeart des Infraleichtbetons. Zur Herstellung benutzt man unter anderem Styropor, Perlite oder leichte Tongranulate, z. B. Liapor. Aufgrund der geringen Druckfestigkeit wurde er bislang nicht als Konstruktionsbeton eingesetzt. Eines der ersten umgesetzten Projekte ist das Haus f2 von Fiedler + Partner Architekten in Freising. Die sogenannte Betonoase, ein Jugendclub und Familienzentrum in Berlin, ist das erste öffentliche Gebäude in Deutschland, das als Infraleichtbeton-Konstruktion ausgeführt wurde. Neben dem geringen Gewicht ist die niedrige Wärmeleitfähigkeit von Vorteil. Der Lambda-Wert von zirka 0,18 W/(m K) liegt ungefähr halb so hoch wie bei Leichtbeton nach DIN 1045.

### Luftporenbeton (LP-Beton)
Luftporenbeton wird im Gegensatz zum dampfgehärteten #Porenbeton auf herkömmliche Weise aus Gesteinskörnung, Zement und Zugabewasser angemischt. Luftporenbildner als Betonzusatzmittel erzeugen im Frischbeton gleichmäßig verteilte Bläschen. Die erzeugten Hohlräume verhindern Frostschäden, indem sich gefrierendes Wasser in die Poren ausdehnen kann. Luftporenbeton enthält einen Makroporengehalt von höchstens 5 %.
Ist der Porenanteil größer, spricht man von #Schaumbeton, der aber nicht genormt ist und auch keinen Kies oder Splitt enthält, wodurch er nicht der üblichen Definition von Beton entspricht.

### Magerbeton
Magerbeton wird aus Gesteinskörnung und einer geringen Menge Zement angemischt. Er wird im Straßen- und Tiefbau als Bettung für Pflastersteine und Bordeinfassungen verwendet sowie als Sauberkeitsschicht unterhalb von Abdichtungen oder Bodenplatten.

### Ökobeton
Zur Herstellung von Ökobeton werden Rohstoffe verwendet, zu deren Herstellung wenig Ressourcen und Energie erforderlich sind. Die Mischungszusammensetzung kann von den normativen Vorgaben der EN 206 und DIN 1045-2 abweichen.

### Papierbeton
Papercrete oder Papier-Beton ist ein leichter Baustoff aus beispielsweise 60 Vol.-% Papier bzw. Cellulosefaser, 20 Vol.-% feinem Zuschlag und 20 Vol.-% Zement.
Aufgrund mangelnder Witterungsbeständigkeit wird er zur Herstellung von Modellen oder Konstruktionen in Innenräumen eingesetzt.
Durch Fasern, Gewebe oder auf andere Art verstärkter Papierbeton kann beispielsweise zur Herstellung von Kuppeln in der Art von Rabitz- und Stuckkonstruktionen verwendet werden.

### Polymerbeton (PC) und Mineralguss
Polymerbeton (engl. polymer concrete) werden Kunstharze als Bindemittel zugesetzt. Die Polymere besitzen in der Regel eine höhere Zug-, aber niedrigere Druckfestigkeit als Zement.
Bei höheren Kunstharzanteilen trägt der Zement daher kaum noch in seiner Eigenschaft als Bindemittel zur Festigkeitsentwicklung bei und kann durch Füllstoffe im Feinstkornbereich ersetzt werden.
Polymerbeton wird hauptsächlich in der Sanierung bestehender Bauteile benutzt. Durch die geringe Topfzeit (Erhärtungszeit) der Polymere lassen sich Sanierungsarbeiten in kürzerer Zeit abschließen.
Überwiegend wird ungesättigtes Polyesterharz (UP-Harz) als Polymermatrix verwendet. Körnungen mit günstiger Sieblinie können bis zu einem Füllgrad von über 90 Gewichts-% hinzugefügt werden.
Die Gelierzeit (Gelzeit) der Harze kann durch Katalysatoren (meist Kobaltsalze) und Härter (meist Methylethylketonperoxyd) eingestellt werden.
Polymerbeton mit ausreichendem Kunstharzanteil ist wasserdicht, chemikalienbeständig und kann in geringer Wandstärke verarbeitet werden.
Er wird daher auch zur Herstellung von Rohren und Rinnensystemen verwendet.
Als Mineralguss wird ein Polymerbeton mit beschränktem Größtkorn und Epoxydharz als Bindemittel bezeichnet, der unter anderem zur Herstellung von Maschinengestellen verwendet wird. Die gute Schwingungsdämpfung erlaubt sehr präzise arbeitende Dreh- und Fräsmaschinen.

### Porenbeton
Als Porenbeton oder früher Gasbeton werden leichte im Werk vorgefertigte Mauersteinblöcke bezeichnet, die ebenso wie Kalksandsteine aus Branntkalk und Quarzsand hergestellt und einer Dampfhärtung unterzogen werden. Porenbeton ist kein Beton im üblichen Sinne, da der Zuschlag im Mehlkornbereich liegt. Vergleichbare Eigenschaften haben Luftporenbeton und Schaumbeton, die auch vor Ort hergestellt werden und aushärten können.

### Recyclingbeton (RC-Beton)
Zur Herstellung von Recyclingbeton wird die Gesteinskörnung aus primären Rohstoffen (Kies und Flusssand) zum Teil oder vollständig durch zerkleinerten Beton- oder Mauerwerksbruch ersetzt, der beim Abbruch von Gebäuden oder Verkehrsbauten gewonnen wurde und ähnliche Eigenschaften besitzt, wie gebrochene Mineralstoffe (also Brechsand und Splitt).

### Säurebeständiger Beton
Je dichter und porenfreier das Betongefüge, desto länger kann es chemischen Angriffen widerstehen. Durch die Steuerung der Zusammensetzung der Zementsteinmatrix, insbesondere die Begrenzung der entstehenden Menge Ca(OH)2  wird zusätzlich eine höhere Widerstandsfähigkeit gegenüber Säuren erreicht.

### Schaumbeton
Schaumbeton bzw. Porenleichtbeton (PLB) ist Ortbeton mit einer Trockenrohdichte von 300 kg/m³ bis 1600 kg/m³.
Schaumbeton wird unter Verwendung von Schaum oder Luftporenbildnern hergestellt. Der Porenanteil liegt in der Regel über 30 %. Er wird vor Ort hergestellt und härtet dort aus.
Sehr leichte Schaumbetone werden auch als Zementschaum oder Mineralschaum bezeichnet. Zur Herstellung sehr leichter Schaumbetone wird der Schaum zunächst mit Hilfe eines speziellen Schaumgerätes erzeugt und anschließend dem Zement oder Mineralstoff zugemischt (Schaumverfahren).
Schaumbeton ist in der Regel leichter als Luftporenbeton und enthält im Gegensatz zu diesem keine grobkörnigen Zuschläge.

### Schwerbeton
Schwerbeton hat eine Trockenrohdichte von über 2600 kg/m³.

### Selbstreinigender Beton
Betonfassaden erhalten selbstreinigende Eigenschaften, indem die Oberfläche entweder stark wasserabweisend (superhydrophob) oder wasseranziehend (superhydrophil) eingestellt wird (siehe auch Lotuseffekt).
Dieser Effekt kann durch Zusatzmittel beim Mischprozess oder durch eine nachträgliche Oberflächenbehandlung erzielt werden.
Hydrophobe alkalische Silikatlösungen können auch auf älterem Beton angewendet werden. Die Zusatzmittel können zusätzlich die Abrieb- und Druckfestigkeit verbessern.

### Selbstverdichtender Beton (SVB)
Selbstverdichtender Beton (kurz: SVB) wird so fließfähig angemischt, dass er sich ohne Zuführung externer Verdichtungsenergie (etwa durch Rütteln) selbsttätig verdichtet. Gelegentlich wird auch die englische Bezeichnung self-compacting concrete (SCC) verwendet.

### Sichtbeton, Strukturbeton und Fotobeton

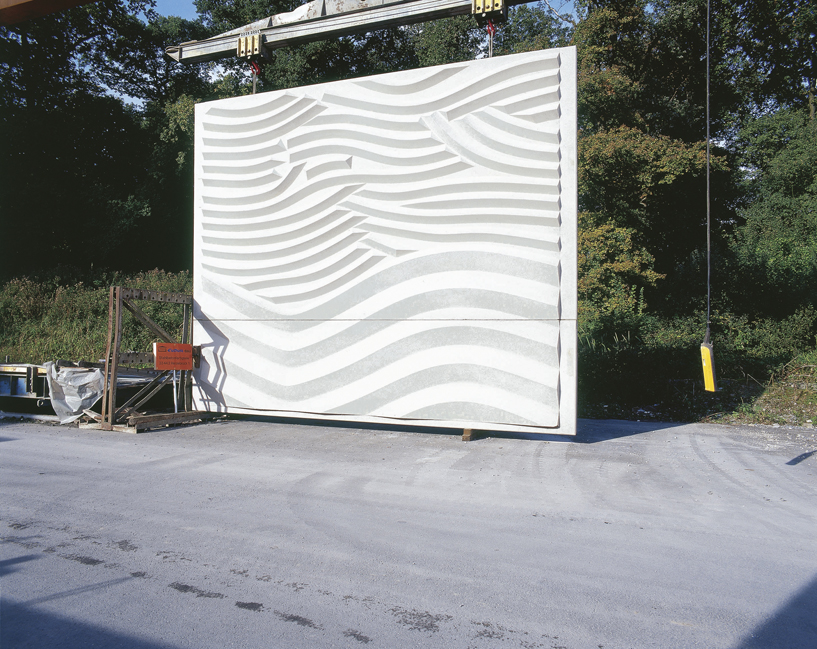
Fertigteil mit strukturierter Sichtbetonoberfläche

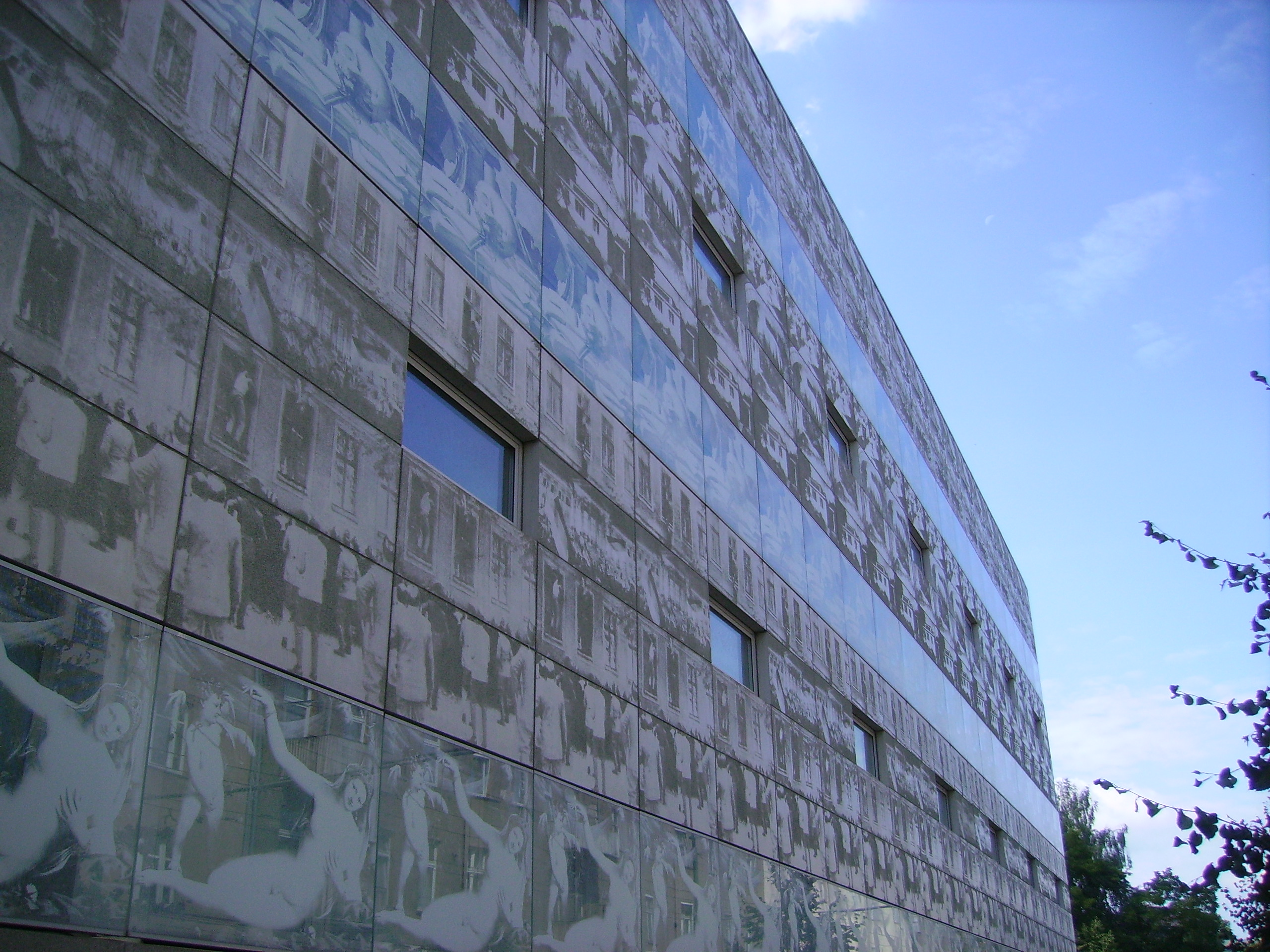
Fotobetonoberfläche an der Fachhochschule Eberswalde

Als Sichtbeton werden Betonoberflächen bezeichnet, die im Sichtbereich liegen und nach der Erhärtung weder verkleidet noch verputzt werden. Die Oberflächenstruktur kann als Gestaltungselement eingesetzt und ggf. durch Strukturschalung mit Mustern versehen werden. In diesem Fall wird auch von Strukturbeton gesprochen. Eine Weiterentwicklung ist der Fotobeton, in dessen Schalung ein feines Relief eingefräst wird, das nach dem Ausschalen durch den Schattenwurf auf der resultierenden Betonoberfläche den Eindruck einer fotografischen Darstellung erzeugt.

### Splitt- oder Dränbeton
Splitt- und Dränbeton setzt sich zusammen aus Gesteinskörnung (Kies und Sand bzw. Schotter, Splitt und Brechsand) einer einzelnen Korngruppe sowie einer begrenzten Menge Zement und Wasser. Der Anteil von Zementleim und Mehlkorn wird so bemessen, dass es lediglich zu einer Verkittung der Gesteinskörnung kommt, während die dazwischenliegenden Hohlräume freibleiben, so dass sich ein haufwerksporiges Gefüge, also ein zusammenhängendes Hohlraumsystem ergibt, durch welches das Wasser abfließen kann.
Dadurch werden winterliche Frostschäden vermieden.
Splittbeton wird im Straßen- und Wegebau eingesetzt, beispielsweise auch zum Setzen von Randsteinen. Splittbeton wird heute im Brückenbau häufig unter Verwendung von polymeren Bindemitteln hergestellt, da sonst die relativ große innere Oberfläche bei der Verwendung von hydraulischen Bindemitteln zur Auswaschung und Aussinterungen an Tropftüllen und an Bauwerksunterseiten führen kann.

### Stahlbeton
Stahlbeton ist ein Verbundbaustoff, aus Zement, Zuschlägen und Bewehrungsstahl. Die Zugfestigkeit von Beton beträgt nur rund ein Zehntel der Druckfestigkeit. Stahl hingegen besitzt eine hohe Zugfestigkeit. Stahl wird daher zur Bewehrung des Betons gezielt in Bereiche eingebracht, in denen Zugspannungen auftreten.
Bei Stützen und anderen überwiegend auf Druck beanspruchten Bauteilen wird der Bewehrungsstahl auch zur Erhöhung der Druckfestigkeit eingesetzt.

### Transluzenter Beton
Seit den 1930er Jahren wurden Möglichkeiten zur Einbettung von lichtleitenden Elementen – meist optischen Fasern – in Betonelemente entwickelt. „Lichtbeton“ wird heute unter verschiedenen Markennamen („LiTraCon“, „LUCEM“, „Luccon“ u. a.) vermarktet. Der Beton weist gewöhnlich einen Glasfaseranteil von 3–5 % (Masse) auf. Die annähernd verlustfreie Lichtleitung durch die optischen Fasern ermöglicht es, durch eine zwanzig Zentimeter dicke Betonwand Schattenwürfe und Farben zu erkennen. Im Gegensatz zu Faserbeton oder Textilbeton werden hier optische Fasern eingesetzt und axial ausgerichtet. Handelsübliche alkalibeständige AR-Glasfasern sind zu dünn, um eine bedeutende Menge sichtbaren Lichts durchleiten zu können.

### Warmbeton
Bei Winterbaustellen wird sogenannter Warmbeton eingebaut. Es handelt sich dabei um Frischbeton, der im Betonwerk vorgewärmt wird. Dies kann entweder durch Erwärmung der Gesteinskörnung oder des Anmachwassers erfolgen. Zudem besteht die Möglichkeit, dass während des Mischvorgangs gesättigter Wasserdampf eingeleitet wird. Das Vorwärmen von Frischbeton bei kalter Witterung ist erforderlich, um eine ausreichend schnelle Erhärtung zu erhalten und Frostschäden am noch jungen Beton zu vermeiden.

### Waschbeton
Zur Herstellung von Waschbetonoberflächen wird durch Wasserstrahlen und/oder Bürsten der Zementleim von der Oberfläche entfernt, so dass das Korngerüst freiliegt. Zum Einsatz kommt Waschbeton als Gestaltungselement oder um im Straßenbau eine griffige Oberfläche zu erzeugen.

### Wasserundurchlässiger Beton (WU-Beton)
Als wasserundurchlässiger Beton wird eine Mischung mit erhöhtem Zementanteil bezeichnet, die das Eindringen von Wasser weitgehend verhindert, so dass auf weitere Abdichtungsmaßnahmen am Bauwerk verzichtet werden kann. Erreicht wird dies durch ein dichtes Gefüge und eine Rissweitenbegrenzung des Festbetons.